# Fiat 500e
Este artículo trata sobre un modelo descatalogado. Para el nuevo modelo véase Fiat New 500.
Fiat 500e es la denominación de la versión eléctrica del Fiat 500 (2007). Fue presentado en el Salón del Automóvil de Los Ángeles de 2012 bajo el lema en inglés "stop global warming, start global hotness". Su comercialización comenzará en el segundo trimestre de 2013 en el mercado estadounidense, cumpliendo con la estricta legislación sobre emisiones de estados como el de California. Sus rivales en el mercado estadounidense son otros modelos eléctricos de su mismo segmento como el Chevrolet Spark EV, Mitsubishi i MiEV, Scion iQ EV o Smart Fortwo ED y también modelos eléctricos del segmento superior como el Chevrolet Volt, Ford Focus Electric, Honda Fit EV o Nissan Leaf.

## Historia
Chrysler, ya bajo propiedad del Fiat S.p.A, mostró un Fiat 500 Elettra o BEV eléctrico en el 2010 Salón del Automóvil de Detroit. y anunció que entrará en producción en 2012, con un tren de potencia desarrollado en Auburn Hills, Míchigan.
Las primeras imágenes de los vehículos de prueba fueron publicadas en agosto de 2012.
Fiat desveló las primeras imágenes del 500e el 18 de noviembre de 2012 durante el transcurso de los American Music Awards.

## Descripción

### Exterior
Tras más de 140 horas en el túnel de viento, la versión eléctrica del 500 tiene ligeros cambios exteriores que mejoran su aerodinámica hasta un CX de 0.311,  un 13% menos que el modelo tradicional. Así, se ha renovado la calandra delantera, las taloneras, el alerón sobre el capó trasero, el difusor. y las llantas de aleación. En la parte frontal se han añadido unas tomas de aire para refrigerar las baterías. La toma para recargar las baterías se encuentra donde habitualmente lo hace la boca del tanque de gasolina. Los colores disponibles son cinco: negro, blanco, gris claro, gris oscuro y naranja. Este último es el color con mayor demanda. Además el modelo se equipa con neumáticos de baja resistencia.

### Interior
En el interior el cuadro de relojes es completamente nuevo, contando con una pantalla TFT de siete pulgadas. En él se integran nuevas funciones como el navegador e informaciones sobre el consumo, el estado de carga de las baterías o su autonomía. En el espacio ocupado tradicionalmente por la palanca de cambios se han dispuesto tres botones para la marcha adelante, atrás y de aparcamiento. En la parte central del salpicadero, visible desde el exterior del vehículo, se ha ubicado un indicador LED que muestra el estado de la carga de las baterías cuando el automóvil se encuentra conectado a la red eléctrica. El cable para la conexión con la red se encuentra situado bajo el suelo del maletero, donde también está ubicado el kit de reparación de pinchazos Fix&Go.

### Motor y baterías
El motor eléctrico, denominado eDrive, es de tipo trifásico, desarrolla 111 CV y un par de 200 N/m. El conjunto propulsor está fabricado por Bosch. Se encuentra situada en el eje delantero sobre el que actúa. Acelera de 0 a 100 km/0 en 9 segundos y su velocidad máxima es de 137 km/h El motor cuenta con un sistema de aviso audible para peatones debido al escaso sonido que generan este tipo de motores. Las baterías se encuentran situadas en el suelo del vehículo, son de iones de litio y cada una cuenta con 97 celdas individuales, aportando una capacidad total de 24 kWh. Las fabrica Samsung y Bosch y su carga se realiza en 4 horas conectándolas a una toma de 240 voltios. Para aprovechar la energía en los momentos de desaceleración cuenta con un sistema de recuperación de energía en frenadas. La autonomía del 500e es de 128 kilómetros en carretera o 160 en ciudad. Para adaptar el 500 a la tecnología eléctrica, su estructura ha sido modificada para obtener mayor rigidez, la suspensión ha recibido modificaciones y el reparto de pesos entre los ejes delanteros y trasero ha cambiado desde una relación de 64/36 para el modelo con motor térmico a 57/43 para el eléctrico.

## Fiat Access
El 500e cuenta con una aplicación específica para teléfonos inteligentes y tabletas. Desde ella es posible de forma remota conocer en tiempo real el estado del vehículo, iniciar la carga de las baterías si se encuentra conectado a la red eléctrica, encender el climatizador, comprobar el histórico de consumos del conductor, encontrar las estaciones de carga más próximas, recibir alertas de texto emitidas desde el vehículo, enviar destinos o rutas previamente diseñadas al navegador y abrir y cerrar las puertas del 500e.

## Fábricas
El Fiat 500e se fabricó en México en la planta de Chrysler Toluca.
Desde marzo de 2020, su producción se realiza en exclusiva en la planta de FCA de Mirafiori (Turin -  Italia)

## Versión 2020

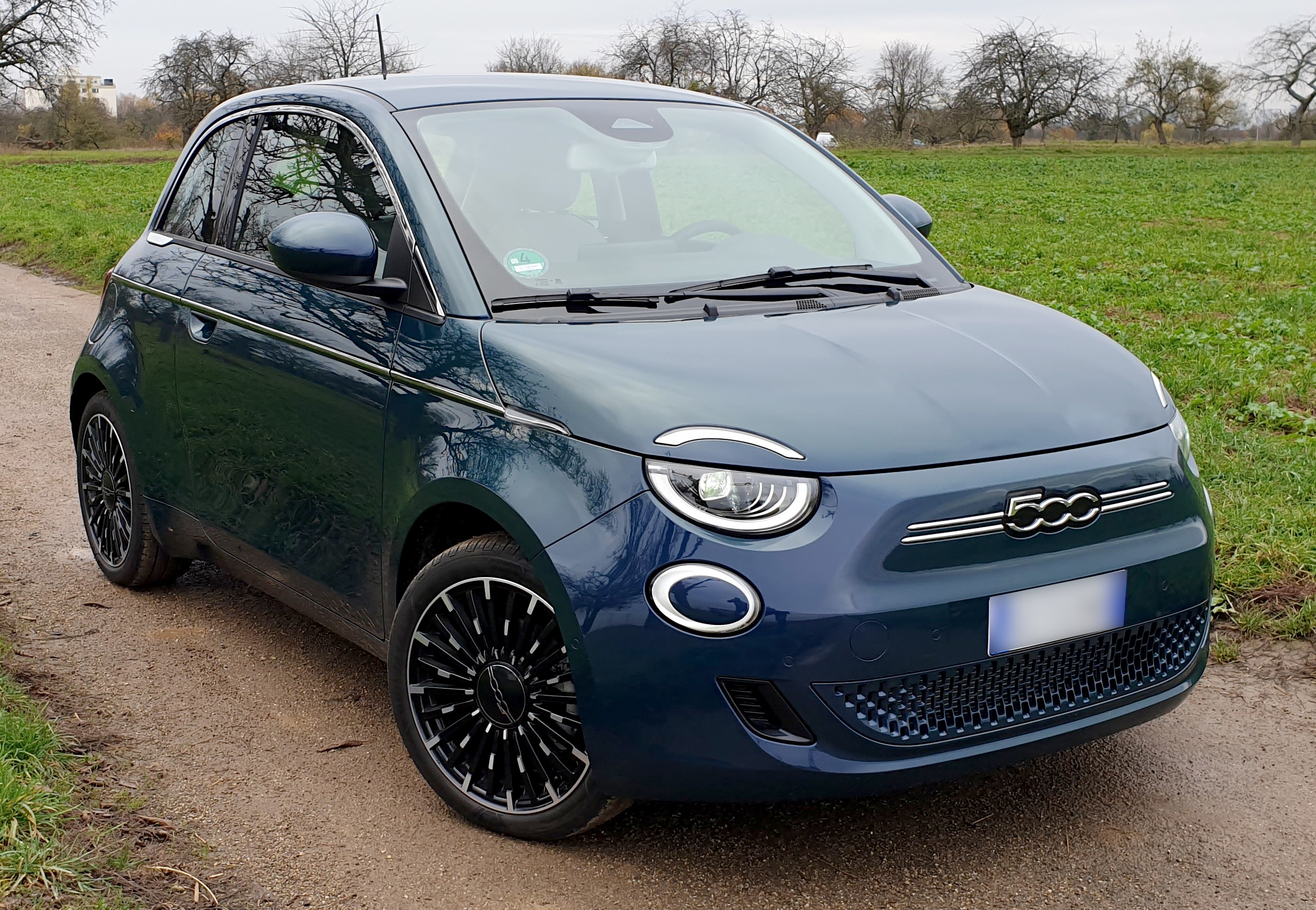

El Fiat 500 E, es diseñado en el Centro Stile Fiat de Turin  bajo la dirección del diseñador alemán Klaus Busse.
En marzo de 2020, se realiza la presentación y se anuncia la producción de la nueva versión Mild Hibryd y Electrica (500E) fabricadas en la planta de Mirafiori, (Turin - Italia), donde se han realizado importantes inversiones para su adecuación y producción.
El Fiat 500E, versión completamente eléctrica, dispone de una batería de 42 kWh (117Cv), acelerando de 0 a 100 km/h en 9 segundos y dispone de una autonomía de 320 km; según WLTP ampliables a 520 km, de aplicar una segunda batería adicional complementaria. Su recarga se efectúa de forma completa en 6 h en un cargador de domicilio, así como una recarga rápida de batería, la cual se realiza en 30 minutos; para así, poderse recorrer 100 km y su velocidad máxima es de 150 km/h (limitada).
Los interiores de las tapicerías son realizados con tejido especial SEAQUAL, pionero en el mundo de la automoción, tejido este, el cual proviene del reciclado del plástico que se halla depositado en los fondos marinos de nuestro planeta, en un porcentaje del 70%. 
Desde abril de 2020 se aceptan pedidos para la serie limitada "La Prima", la cual dispone de unos colores de carrocerías exclusivas así como de un equipamiento específico y único; también con éste, se adjunta el cargador eléctrico para domicilio,"WallBox".
Las primeras ventas se iniciaron en Italia en noviembre de 2020.